# Euxoa junctoides
Euxoa junctoides là một loài bướm đêm trong họ Noctuidae.